# روبرت لي راسيل
روبرت لي راسيل (بالإنجليزية: Robert Lee Russell)‏ (و. 1900 – 1955 م) هو محام، وقاضي من الولايات المتحدة الأمريكية .
وهو عضو في الحزب الديمقراطي الأمريكي .